# Устшики Долне
Устшѝки До̀лне (на полски: Ustrzyki Dolne; на украински: Устрики-Долішні) е град в Югоизточна Полша, Подкарпатско войводство. Административен център е на Бескидски окръг, както и на градско-селската Устшишка община. Заема площ от 16,79 км2.

## Население
Според данни от полската Централна статистическа служба, към 1 януари 2014 г. населението на града възлиза на 9 445души. Гъстотата е 563 души/км2.